# Mühlental (Niemcy)
Mühlental – gmina w Niemczech, w kraju związkowym Saksonia, w okręgu administracyjnym Chemnitz, w powiecie Vogtlandkreis, wchodzi w skład wspólnoty administracyjnej Schöneck/Mühlental.